# Hexatoma (Eriocera) biflavocincta
Hexatoma (Eriocera) biflavocincta is een tweevleugelige uit de familie steltmuggen (Limoniidae). De soort komt voor in het Oriëntaals gebied.